# NGC 3217
NGC 3217 este o radiogalaxie situată în constelația Leul. A fost descoperită în 4 martie 1878 de către .